# Инаугурация Розы Отунбаевой
Инаугурация Розы Исаковны Отунбаевой в качестве Президента Киргизской Республики состоялась 3 июля 2010 года, которая ознаменовала начало срока Розы Отунбаевой на посту президента переходного периода Киргизии. Прошла в здании Киргизской национальной филармонии имени Токтогула Сатылганова.

## Обзор
В апреле 2010 года в Киргизии состоялась революция, призванная свергнуть действующего президента Курманбека Бакиева, пришедшего к власти после свержения Аскара Акаева и создавшего, по оценкам, семейно-коррумпированную авторитарную систему правления, и правительство Данияра Усенова.
7 апреля 2010 года, когда президент Курманбек Бакиев был смещён со своего поста, Роза Отунбаева возглавила временное правительство. 27 июня 2010 года на референдуме Роза Отунбаева с 90 % голосов избирателей была избрана главой государства — президентом переходного периода (временное правительство), став первой женщиной-президентом в Центральной Азии. Было заявлено, что она будет исполнять обязанности в течение полутора лет (предположительно до 31 декабря 2011 года; после истечения срока правления она не выставляла свою кандидатуру на президентских выборах). Согласно декрету о временном президенте, основной задачей Розы Отунбаевой помимо президентских обязанностей стало обеспечение прозрачных и справедливых выборов новых президента и парламента.

## Подготовка
На церемонию вступления в должность президента Розы Отунбаевой, по оценкам, было потрачено 9 миллионов сомов.

## Церемония
Церемония инаугурации прошла в здании Национальной филармонии в Бишкеке, куда Роза Отунбаева приехала в сопровождении кортежа.
В начале церемонии председатель ЦИК Кыргызстана Акылбек Сариев озвучил официальные итоги референдума, на котором более 90 % избирателей поддержали новую редакцию Конституции (пункты об избрании Розы Отунбаевой президентом переходного периода Киргизии и о роспуске Конституционного суда шли дополнительно). После этого глава государства получила из рук Акылбека Сариева удостоверение президента, нагрудной знак и президентский штандарт и принесла присягу народу Киргизии.
Выступая с инаугурационной речью, Роза Отунбаева пообещала создать в стране новую политическую культуру, основанную на строгом соблюдении законов:
Как президент я не пожалею сил для создания в стране новой политической культуры, основанной на неукоснительном соблюдении законности. Буду принципиально и последовательно требовать от всех ветвей власти её обеспечения. Новая политика не может строиться на фантазиях и иллюзиях. Она должна стать реальной и результативной. По итогам референдума 27 июня нам удалось провести революционные изменения в политической системе государства, открыть возможности для установления реального народовластия.